# Nematolepis ovatifolia
Nematolepis ovatifolia är en vinruteväxtart som först beskrevs av Ferdinand von Mueller, och fick sitt nu gällande namn av Paul G. Wilson. Nematolepis ovatifolia ingår i släktet Nematolepis och familjen vinruteväxter. Inga underarter finns listade i Catalogue of Life.